# La baby-sitter 4
La baby-sitter 4 è il quindicesimo libro della collana horror per ragazzi Super Brividi ed è il capitolo conclusivo delle vicende di Jenny.

## Trama
Jenny è stata in un ospedale psichiatrico per un anno, per essere aiutata nel migliore dei modi e superare definitivamente il trauma con cui ha convissuto per tanti anni. Quando torna a casa, scopre che vicino a lei abita una famiglia composta da una mamma e tre bambini, due gemelli e una bambina. Jenny accetta di far loro da baby-sitter e inizia ad andare molto d'accordo con uno dei due gemellini... Un giorno, mentre sta nella casa dei bambini, sente una voce, ed è convinta di star impazzendo di nuovo... finché un giorno fa una scoperta scioccante riguardo a quella famiglia...